# Казаматов, Алексей Павлович
Алексей Павлович Казаматов (12 января 1907, Филатово, Ярославская губерния — 14 июня 1987, Филатово, Ярославская область) — старший сержант Рабоче-крестьянской Красной Армии, участник Великой Отечественной войны, Герой Советского Союза (1944).

## Биография
Родился 12 января 1907 года в деревне Филатово (ныне — Некрасовский район Ярославской области). Получил начальное образование, после чего работал в колхозе, а затем — кровельщиком в Ленинграде. С 1939 года проживал в родной деревне, работал лесником в местном лесничестве.
В октябре 1941 года был призван на службу в Рабоче-крестьянскую Красную Армию. С октября 1942 года — на фронтах Великой Отечественной войны. Участвовал в Сталинградской и Курской битвах. К октябрю 1943 года красноармеец Алексей Казаматов был сапёром 70-го отдельного штурмового инженерно-сапёрного батальона 14-й штурмовой инженерно-сапёрной бригады Степного фронта. Отличился во время битвы за Днепр.
2 октября 1943 года переправился через Днепр в районе села Максимовка Кременчугского района Полтавской области Украинской ССР и принял активное участие в захвате плацдарма на его западном берегу. За следующую ночь совершил восемнадцать рейсов через реку, переправляя на плацдарм бойцов и командиров, а также боевую технику.
Указом Президиума Верховного Совета СССР «О присвоении звания Героя Советского Союза офицерскому, сержантскому и рядовому составу Красной Армии» от 22 февраля 1944 года за «образцовое выполнение боевых заданий командования при форсировании реки Днепр, развитие боевых успехов на правом берегу реки и проявленные при этом отвагу и геройство» был удостоен высокого звания Героя Советского Союза с вручением ордена Ленина и медали «Золотая Звезда» за номером 2598.
В дальнейшем участвовал в форсировании Южного Буга, Днестра, Дуная, боях за Фокшаны, Рымник, Дебрецен, Будапешт. Конец войны встретил в Австрии. В 1945 году был демобилизован в звании старшего сержанта. Вернулся в родную деревню, работал лесником. Скончался 14 июня 1987 года.
Был также награждён орденом Отечественной войны 1-й степени и рядом медалей.